# Southeast

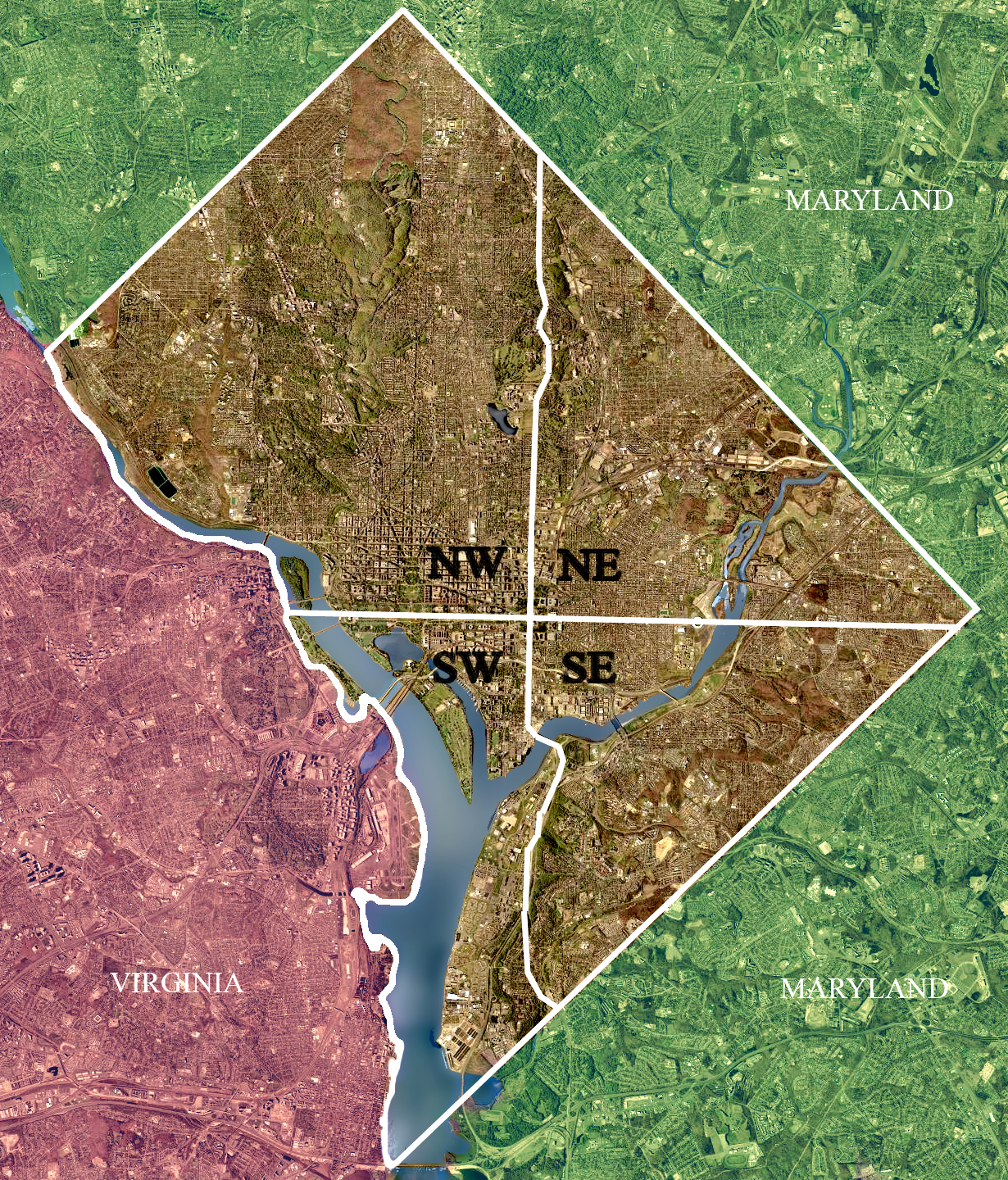
Les quatre secteurs de Washington, D.C : Northwest, Northeast, Southeast et Southwest

Southeast (SE) D.C. est l'un des quadrants partageant la ville de Washington DC (avec NW, NE et SW). Il est situé au sud de East Capitol Street et à l'est de South Capitol Street.

Celui-ci comprend Capitol Hill et les quartiers bordant la rivière Anacostia, le Washington Navy Yard et les Marine Barracks, le Eastern Market, le St. Elizabeths Hospital, le Robert F. Kennedy Memorial Stadium, le Nationals Park ou le Congressional Cemetery.